# Przegląd Bibliograficzny Czasopiśmiennictwa Ekonomicznego
Przegląd Bibliograficzny Czasopiśmiennictwa Ekonomicznego – kwartalnik redagowany przez pracowników Biblioteki Głównej SGH w Warszawie. Zawiera opisy bibliograficzne artykułów z ok. 150 czasopism polskich i zagranicznych z dziedziny ekonomii.
Kwartalnik jest wydawany od 2002 roku jako kontynuacja dwumiesięcznika pod nieco inną nazwą: „Przegląd Bibliograficzny Piśmiennictwa Ekonomicznego” (ISSN 0032-8138), który oprócz opisów zawartości czasopism zawierał także opisy bibliograficzne nowych książek z zakresu nauk społecznych i ekonomicznych, a jego wydawcą było najpierw Wydawnictwo Gospodarka Planowa, a od 1949 roku Polgos.
Czasopismo powstało w 1947 roku i na przestrzeni lat kilkakrotnie zmieniało tytuł:
- Przegląd Bibliograficzny Czasopism Gospodarczych i Społeczno-Gospodarczych Wychodzących na Terenie Rzeczypospolitej Polskiej (1947-1949)
- Przegląd Bibliograficzny Wydawnictw Gospodarczych (1949-1953)
- Przegląd Bibliograficzny Piśmiennictwa Ekonomicznego (1954-2002)